# Ołeksandra Wasejko
Ołeksandra Wasejko z domu Łukaszko, ukr. Олександра Васейко (ur. 1946) – ukraińska rolniczka, za opiekę nad miejscami pochówku Polaków odznaczona Medalem Virtus et Fraternitas.
Ojciec Ołeksandry Wasejko, Kałennyk Łukaszko, żył przed wojną na Wołyniu w dobrych relacjach z Polakami z sąsiednich wsi. Podczas rzezi wołyńskiej Łukaszko unikał kontaktów z Ukraińcami. Pomagał trójce Polaków, którzy ukrywali się w pobliskim lesie. Kiedy odkrył, że zostali zamordowani, pochował ich. Kiedy Ołeksandra miała 6 lat, ojciec wskazał jej oznaczone przez siebie mogiły. Przez kilkadziesiąt lat opiekowała się miejscami spoczynku. Pomagała polskim archeologom w odnalezieniu grobów Polaków pomordowanych w Woli Ostrowieckiej i Ostrówkach.
Za wieloletnie sprawowanie pieczy nad miejscami pochówku Polaków, Wasejko znalazła się w pierwszej grupie odznaczonych Medalem Virtus et Fraternitas. Wyróżnienie odebrała w Teatrze Polskim w Warszawie z rąk prezydenta Andrzeja Dudy. W uroczystości wzięli m.in. udział wicemarszałek Sejmu Małgorzata Gosiewska oraz minister kultury Piotr Gliński.
Z zawodu była rolniczką. Mieszka we wsi Sokół.